# La vita appassionata di Teresa d'Avila
La vita appassionata di Teresa d'Avila è un fumetto creato da Claire Bretécher nel 1980.
Pubblicata in Francia dalla stessa autrice nel 1980 e da Dargaud nel 2007, il fumetto debutta in Italia sul supplemento Alteralter della rivista linus nel 1981.
Il fumetto presenta in toni umoristici e caricaturali alcuni episodi della vita di Teresa d'Avila, la religiosa spagnola vissuta nel sedicesimo secolo.

## I personaggi
I personaggi principali del fumetto sono i seguenti:
- Teresa d'Avila: religiosa energica e pragmatica con la testa sulle spalle, alla quale capita talvolta di levitare o andare in estasi.
- Doña Prouhèze : una nobile, amica di Teresa d'Avila, ripresa dall'opera teatrale La scarpina di raso di Paul Claudel
- Don Rodrigo: marito di Prouhèze.
- Giovanni della Croce: monaco eremita e famoso mistico spagnolo, amico di Teresa d'Avila.
- Pietro d'Alcántara: amico di Teresa d'Avila, viene rappresentato in una condizione di ascetismo molto estrema.
- Una religiosa posseduta dal demonio.

## Edizioni italiane

### Volumi
Le edizioni italiane in volume sono le seguenti:
- La vita appassionata di Teresa d'Avila tradotto e pubblicato in Italia per Bompiani nel 1982.[4]